# البحرية (فلم)
البحرية (The Marine)، هو فيلم أكشن أمريكي من إنتاج عام 2006، من بطولة المصارع جون سينا(جون سينا). تم إخراج الفيلم بواسطة المخرج جون بينيت (John Bonito)، كمت تمت كتابة الفيلم بواسطة كل من ميشيل غالاغر (Michelle Gallagher) وألان بي مسيلروي (Alan B. McElroy)، وتم إنتاجه بوساطة المنتج جويل سايمون (Joel Simon).
تم إنتاج الفيلم بواسطة قسم في شركة المصارعة الترفيهية العالمية (World Wrestling Entertainment)، اسمه أفلام دبليوا دبليوا إي (Films دبليو دبليو إي)، كما تم توزيعه في الولايات المتحدة بواسطة شركة فوكس (20th Century Fox). حصل الفيلم على تقييم (PG-13) من اتحاد السينما الأمريكية لأجل «تسلسل مكثف في أعمال العنف والإثارة واللغة». على كل حال، تم إطلاق الفيلم على نسختي الـ دي في دي (DVD) والبلو راي (Blu-ray)

## القصة
في العراق، يكون جندي البحرية جون ترايتون (John Triton)في حالة حرب، ويلاحظ أنه قد تم القبض على بعض أصداقه من الإرهابيين، وأنهم على وشك أن يقتلوا. يقوم رؤساء جون بإرسال المساعدة، ولكن ذلك كان سيأخذ الكثير من الوقت، لذلك يقرر جون قتل الإرهابين الذين قاموا بأسر رفاقه وحده. وبعد ذلك، يتم فصل جون من المشاة البحرية لمخالفته لأوامر رؤسائه، عندما قرر إنقاذ رفاقه وحده. وبعد ذلك، يقرر جون وزوجته كيت (Kate) أن يأخذوا إجازة سوياً. وفي نفس الوقت، يقوم شخص يدعى روم (Rome) «و هو العقل المدبر في عصابة إجرامية» بسرقة محل مجوهرات بمساعدة شركائه، وهم: صديقته الجميلة أنجيلا (Angela)، مورجان (Morgan)، فيسيرا (Vescera)، وبينيت (Bennett). وخلال هروب هذه العصابة من الشرطة، يتوقفون في محطة الوقود التي يتوقف عندها كل من جون وكيت أيضاً لشراء بعض الأغراض من المحطة. وعندما تصل دورية شرطة إلى المحطة لتعبئة الوقود، يقوم مورجان بقتل أحد الشرطيان الموجودان في السيارة، بينما يقوم روم بإصابة الشرطي الأخر. وبعد أن قام بينيت بضرب جون ضربة أفقدته وعيه بواسطة مطفأة الحريق، يتم خطف كيت من قبل العصابة. وبعد ذلك، يقوم مورجان بإطلاق النار على خزان الوقود الموجود في المحطة، متسبباً بانفجار المتجر أثناء وجود جون بداخله. ينجو جون من الانفجار، ويسرع ليأخذ سيارة دورية الشرطة لكي يقوم بمطاردة العصابة. وأثناء المطاردة، يقوم جميع أفراد العصابة بإطلاق النار على جون. وخلال ذلك، يدخلون منطقة بناء، ويصلون إلى حافة البحيرة، وتحت إطلاق نار كثيف، يسقط جون في البحيرة.وتتواصل القصة حتى ينقذها جون ترايتون من مخالب روم بعد القضاء على أصدقائه الواحد تلو الأخر.

## وصلات خارجية
- مقالات تستعمل روابط فنية بلا صلة مع ويكي بيانات

1. ↑  "The Marine (2006)". الأرقام. مؤرشف من الأصل في 2014-03-19.
2. ↑  "Top 50 United States DVD Rentals for the week ending 4 February 2007". مؤرشف من الأصل في 2015-09-29. اطلع عليه بتاريخ 2007-03-15.
3. ↑  Hipes، Patrick (27 مايو 2016). "John Ortiz Joins Search For 'God Particle'; WWE Studios & Sony Tag-Team On 'The Marine 5: Battleground'". Deadline. مؤرشف من الأصل في 2018-05-26.